# Залізниця Арланда
Залізниця Арланда, Арландабанан (швед. Arlandabanan) — залізничне відгалуження, завдовжки 19 км, від залізнці Стокгольм — Сундсвалль, що дозволяє потягам дістатися до стокгольмського аеропорту Арланда. 
Лінія Арланда відгалужується від залізнці Стокгольм — Сундсвалль у Розерсберзі і знову приєднується до лінії у Мірбакені. 
Лінія розрахована на швидкість руху 200 км/год, електрифікована на 15 кВ 16,7 Гц змінного струму і є двоколійною. 
Дистанція 5 км прокладена під аеропортом у тунелі і має три станції: Арланда-Південне, Арланда-Центральне та Арланда-Північне.
Залізниця має лише пасажирський трафік.
Arlanda Express має інтервал чотири рази на годину, зменшуючи до шести разів на годину у годину пік, пояги курсують д/зі станції  вокзалу Стокгольм-Центральний, найбільшої залізничної станції Швеції. 

Arlanda Express використовує сім потягів Alstom Coradia X3. 
Лінію також обслуговують 70 інші регіональні та міжміські потяги щодня, під орудою SJ AB, Norrlandståget і (з дуже обмеженим обслуговуванням) Upptåget, а з грудня 2012 року також Стокгольмської приміської залізниці. 
Всі вони зупиняються на станції Арланда-Центральне.
В 1994 році «A-Train» здобула дозвіл на будівництво лінії в рамках публічно-приватного партнерства, де A-Train профінансувала близько половини з 6 мільярдів шведських крон (SEK) на будівництво лінії. 
Приватному консорціуму було надано 40-річний дозвіл на експлуатацію лінії в обмін на весь прямий рух і право стягувати плату за користування з інших залізничних компаній. 
Лінія була відкрита в 1999 році, і «A-Train» володіє винятковим правом на рух до Стокгольма і стягує плату з інших операторів поїздів, які використовують цю лінію. 
Лінія належить «Arlandabanan Infrastructure AB» , яка належить Міністерству підприємництва, енергетики та зв'язку.